# Armilla (architettura)
Armilla in architettura è un termine  che indica la parte di un arco, intradossale o estradossale (la parte inferiore o superiore), costituito da conci radiali di uguale altezza, utilizzati come ornamento.
Questo elemento architettonico si ritrova spesso nell'architettura romana; alla fine del II secolo a.C., comparvero armille costituite da un concio unico e due conci sovrapposti in alternanza, mentre, dal secolo successivo, si cominciarono a costruire archi con duplici o triplici armille (ad esempio, una triplice armilla è presente nella Cloaca Massima).